# Гавелте
Гавелте (нід. Havelte) — село в нідерландській провінції Дренте. Входить до муніципалітету Вестервелд. Його населення станом на 2021 рік складало 3 825 осіб.
Перша згадка про населений пункт датується 1342 роком.
До 1998 року мало статус окремого муніципалітету.

## Галерея

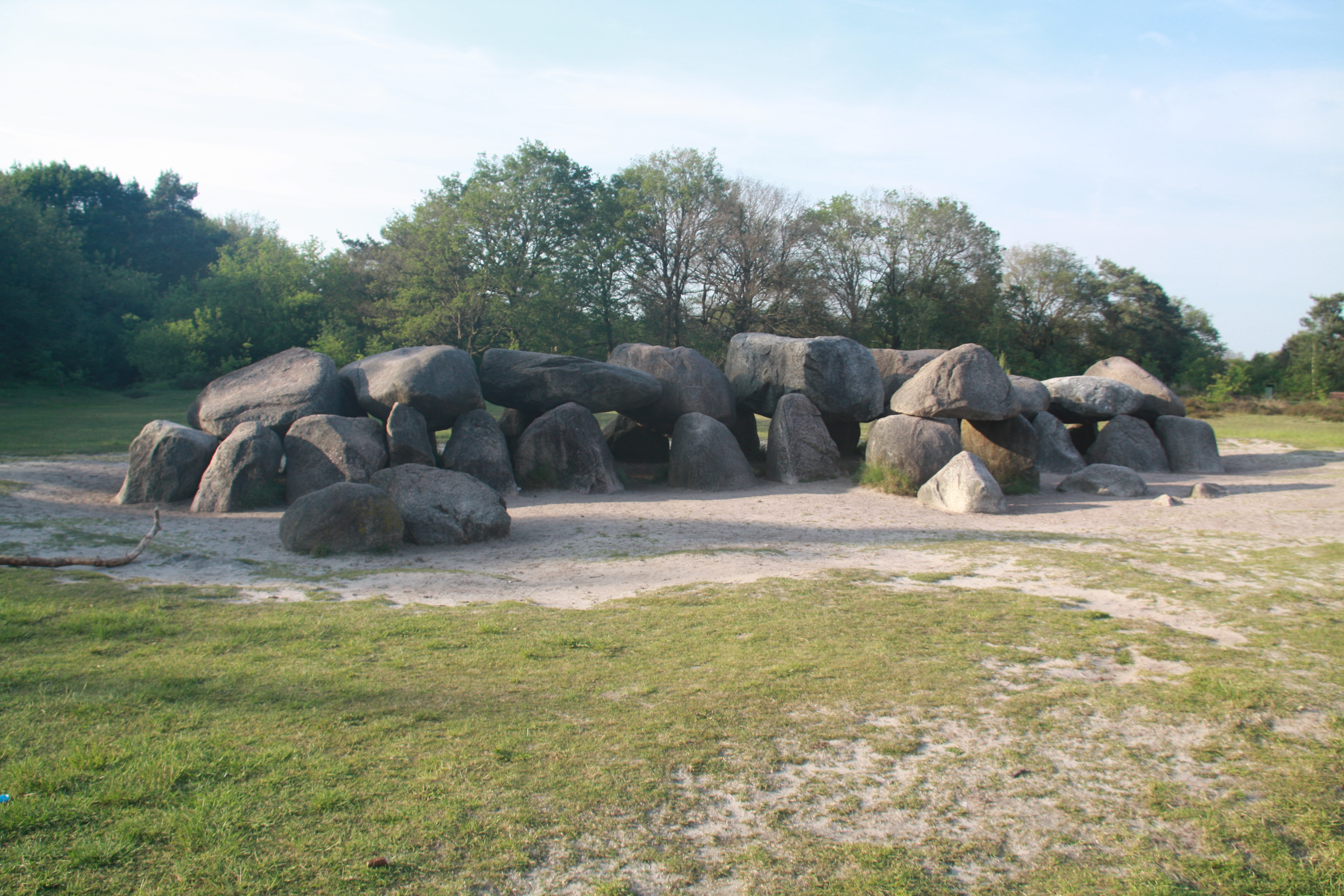
Дольмен поблизу села
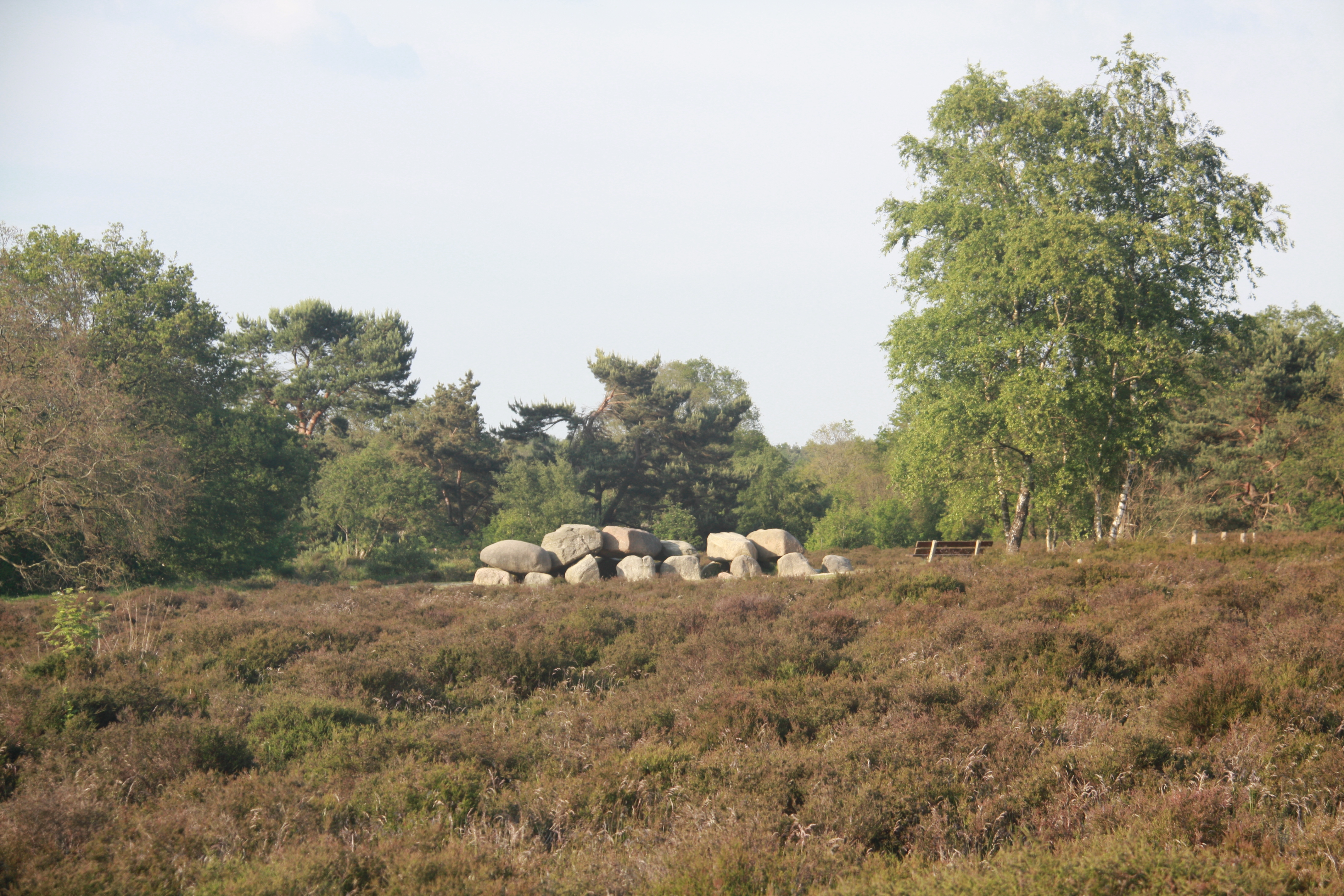
Дольмен поблизу села
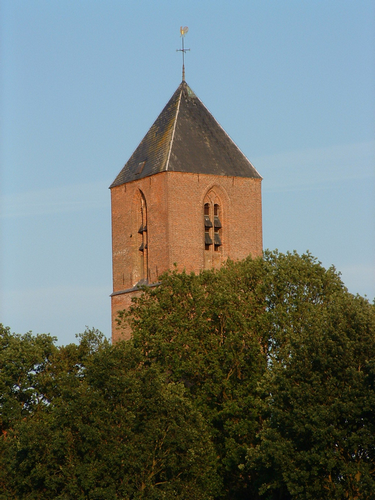
Церковна вежа в Гавелте
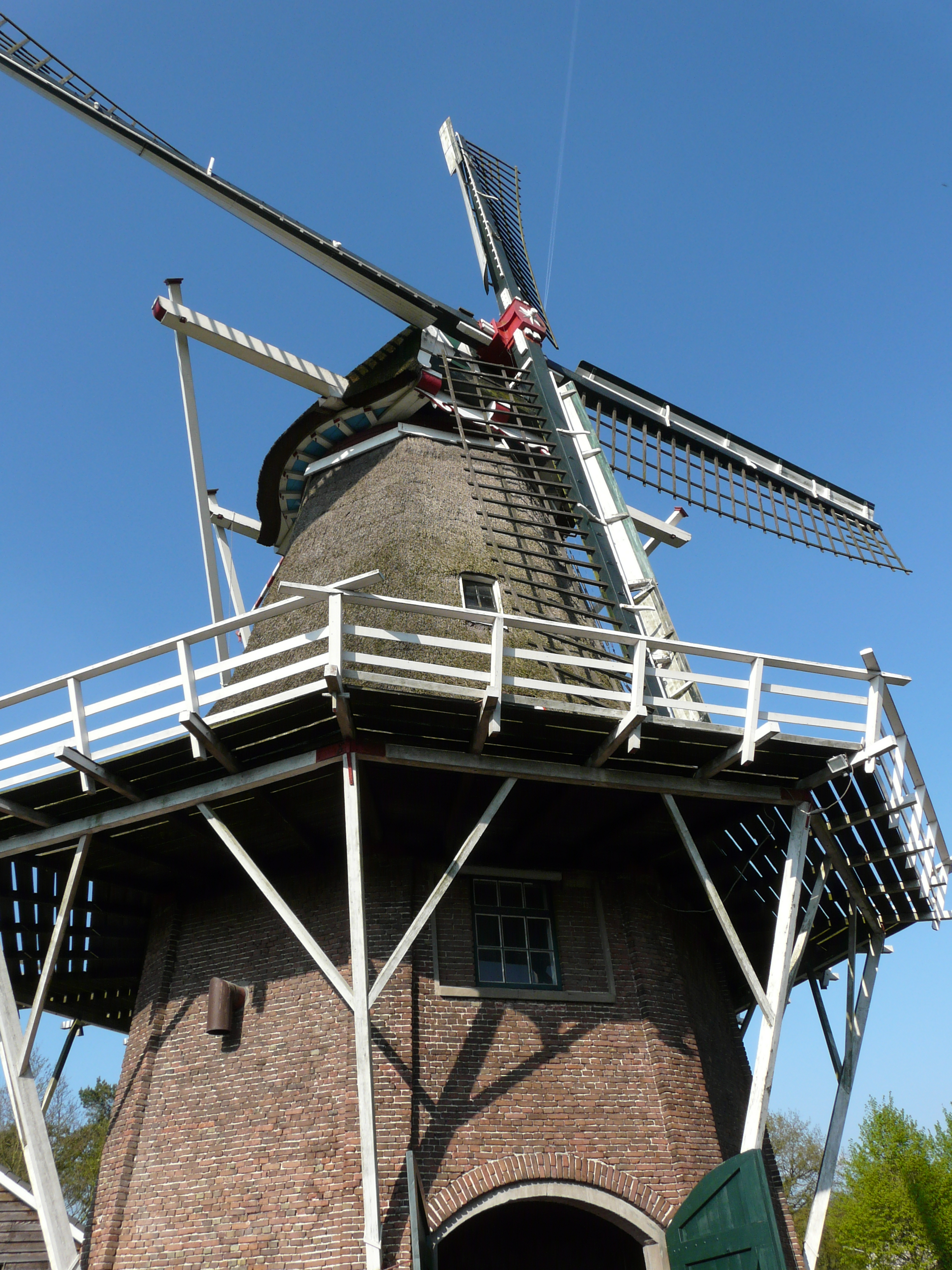
Вітряк у Гавелте